# Dadrá e Nagar Aveli e Damão e Diu
Dadrá e Nagar Aveli e Damão e Diu é um território da União localizado no oeste da Índia, com capital na cidade de Damão. O território é composto por sete entidades geográficas separadas: Dadrá, Nagar Aveli, Damão, península de Gogolá, ilha de Simbor, praia de Nagoá e a ilha de Diu.
Foi criado através da fusão dos antigos territórios da União de Dadrá e Nagar Aveli e Damão e Diu. Os planos para a proposta de fusão foram anunciados pelo governo da Índia em julho de 2019 e a legislação necessária foi aprovada no Parlamento da Índia em dezembro de 2019 e entrou em vigor em 26 de janeiro de 2020.
Todas as sete áreas que formam o território faziam parte da Índia Portuguesa, com a capital em Goa Velha; ficaram sob administração indiana após a invasão de Dadrá e Nagar Aveli (1954) e da invasão de Goa, Damão e Diu (1961).